# Марли Матлин
Марли Матлин (енгл. Marlee Matlin) је америчка глумица, рођена 24. августа 1965. године у Мортон Грову (Илиноис).